# 科恰班巴省
科恰班巴省（西班牙語：Departamento de Cochabamba）是玻利維亞中部的一個省份，省会为科恰班巴。全省面積为55,631平方公里，2024年人口数量为2,005,373人。
下分16縣。